# نجات‌دهندگان
نجات‌دهندگان (به انگلیسی: The Rescuers) یک پویانمایی آمریکایی است که در سال ۱۹۷۷ به تهیه‌کنندگی شرکت والت دیزنی تولید شد.

## داستان
موشی به‌نام «بیانکا»، عضو انجمن نجات موش‌ها (که در زیرزمین ساختمان سازمان ملل تشکیل می‌شود)، داوطلب می‌شود تا دخترک یتیمی به‌نام «پنی» را - که پیام درخواست کمکش در یک بطری در سواحل منهتن پیدا شده - نجات دهد و یکی دیگر از اعضای انجمن که موشی خجالتی به‌نام «برنارد» است، همراهش می‌رود. در یتیم‌خانه، گربه‌ای پیر به‌نام «روفوس» به آنها می‌گوید که دخترک ناپدید شده و شاید این کار زنی بدجنس به‌نام «مادام مدوزا» در «مرداب شیطان» باشد. موش‌ها می‌فهمند که «پنی» از خانه قایقی «مدوزا» فرار کرده، و به کمک مرغ‌دریائی به‌نام «اورویل» که عضو اداره حمل و نقل هوائی مرغان دریائی است، به آنجا می‌روند و از ساکنان مرداب، به‌خصوص سنجاقکی به‌نام «اوین‌رود»، کمک می‌گیرند. تمساح‌های دست‌آموزِ «مدوزا»، «پنی» را دستگیر می‌کنند و «برنارد» و «بیانکا» متوجه می‌شنوند که «مدوزا» می‌خواهد از «پنی» برای به چنگ آوردن الماسی گران‌بها به‌نام «چشم شیطان» استفاده کند که در غاری زیر آب پنهان شده است...

## صداپیشگان
- باب نیوهارت در نقش برنارد (موش)
- اوا گابور در نقش خانم بیانکا (موش)
- جرالدین پیج در نقش مادام مدوزا (زن بدجنس)
- جو فلین در نقش آقای اسنوپز (شریک مدوزا)
- میکله استیسی در نقش پنی (دخترک یتیم)
- جیمز مک‌دانلد در نقش اوین‌رود (سنجاقک)
- جان مک‌اینتایر در نقش روفوس (گربه)
- جیم جردن در نقش اورویل (مرغ‌دریایی)
- جنت نولان در نقش الی (موسکرات)

## دنباله
کمپانی والت دیزنی در سال ۱۹۹۰ دنباله‌ای بر این فیلم به نام امدادگران: مأموریت زیرزمینی به کارگردانی مندل بوتوی و مایک گابریل ساخته و منتشر کرده است.